# Expertengruppe der Vereinten Nationen für geographische Namen
Die Expertengruppe der Vereinten Nationen für geographische Namen (engl. United Nations Group of Experts on Geographical Names; UNGEGN) ist ein Gremium, das sich mit der weltweiten Standardisierung von Toponymen (Ortsnamen) bzw. betreffenden Dokumentationsstrukturen befasst. Es wurde 1959 gegründet und ist dem Wirtschafts- und Sozialrat der Vereinten Nationen zugeordnet. Es bildet einen Unterbereich der Statistischen Kommission. Die UNGEGN stellt sich in Form von zehn Arbeitskomitees dar, die durch nationale Experten besetzt werden und die unter der alle fünf Jahre stattfindenden United Nations Conference on the Standardization of Geographical Names stehen.

## Arbeitsschwerpunkte
Zu den Arbeitsschwerpunkten der Konferenz und der UNGEGN gehören
- die Förderung der nationalen Dokumentation von Ortsnamen im Interesse einer eindeutigen Bezeichnung
- eine erleichterte Umsetzung von Ortsnamen in lateinische Schrift durch offizielle nationale Vorgaben
- die Förderung der Sicherung von historischen Ortsbezeichnungen oder endonymischen Namen in Minderheitensprachen

Durch die weltweite Ausrichtung des Gremiums werden eine Vielzahl unterschiedlicher Fragestellungen behandelt. Die Themen reichen dabei vom Prozess der Namensvergabe für indonesische Inseln – hier besitzen erst weniger als die Hälfte der 17.500 Inseln offizielle Namen – über die kulturhistorisch orientierte Dokumentation von Ortsbezeichnungen der Aborigines in Australien bis hin zu Empfehlungen für den Aufbau von Aussprachedatenbanken. Weder die UNGEGN noch die Konferenz legen dabei Namen fest, noch entscheiden sie in Streitigkeiten oder unterhalten eigene Namenlisten: Beide Gremien beschränken sich auf die Methodenförderung und die Dokumentation nationaler Aktivitäten.

## Struktur
UNGEGN bereitet die alle fünf Jahre stattfindenden Konferenzen (United Nations Conferences on the Standardization of Geographical Names) vor. Zu diesem Zweck veranstaltet sie im Zeitraum zwischen den Konferenzen in der Regel zweimal so genannte Sessions. Die UNGEGN gliedert sich einerseits in Länderdivisionen (Divisions), andererseits in Arbeitsgruppen (Working Groups).

### UNGEGN-Länderdivisionen
Die einzelnen in der UNGEGN engagierten Staaten sind einerseits nach sprachlichen, andererseits nach geographischen Kriterien zu Länderdivisionen zusammengefasst. Manche Staaten sind Mitglied in mehr als einer Länderdivision. Derzeit gibt es 23 verschiedene Divisionen (im Folgenden mit ihrem englischen Namen in alphabetischer Reihenfolge angeführt):
- Africa Central Division
- Africa East Division
- Africa South Division
- Africa West Division
- Arabic Division
- Asia East Division (other than China)
- Asia South-West Division (other than Arabic)
- Baltic Division
- Celtic Division
- China Division
- Dutch- and German-speaking Division
- East Central and South-East Europe Division
- Eastern Europe, Northern and Central Asia Division
- East Mediterranean Division (other than Arabic)
- French-speaking Division
- India Division
- Latin America Division
- Norden Division
- Pacific South-West Division
- Portuguese-speaking Division
- Romano-Hellenic Division
- United Kingdom Division
- USA/Canada Division

### UNGEGN-Arbeitsgruppen
Im Rahmen der UNGEGN wurden im Laufe der Jahre mehrere Arbeitsgruppen (Working Groups) gegründet, die sich spezifischen Aspekten der Standardisierung geographischer Namen quer durch die Länderdivisionen widmen. Einen Sonderstatus neben diesen Arbeitsgruppen nimmt das so genannte Task Team for Africa ein. Ein Coordinator for toponymic guidelines koordiniert weiters die Bemühungen der einzelnen staatlichen Standardisierungsgremien um die Schaffung von Toponymischer Richtlinien.
Derzeit gibt es neun Arbeitsgruppen (englische Originalbezeichnung in Klammer nachgestellt):
- Arbeitsgruppe für Staatennamen (Working Group on Country Names)
- Arbeitsgruppe für toponymische Datenbanken und Verzeichnisse (Working Group on Toponymic Data Files and Gazetteers)
- Arbeitsgruppe für toponymische Terminologie (Working Group on Toponymic Terminology)
- Arbeitsgruppe für Öffentlichkeitsarbeit und Finanzierung (Working Group on Publicity and Funding)
- Arbeitsgruppe für Umschriftsysteme (Working Group on Romanization Systems)
- Arbeitsgruppe für toponymische Trainingskurse (Working Group on Training Courses in Toponymy)
- Arbeitsgruppe für Evaluierung und Implementierung (Working Group on Evaluation and Implementation)
- Arbeitsgruppe für Exonyme (Working Group on Exonyms)
- Arbeitsgruppe für geographische Namen als Teil kulturellen Erbes (Working Group on Geographical Names as Cultural Heritage)

## UNGEGN-Vertretung aus dem deutschsprachigen Raum
Die UNGEGN sieht eine engere Zusammenarbeit der nationalen Experten in 23 nach sprachlichen oder geographischen Räumen ausgerichteten Unterabteilungen vor. Deutschland, Österreich, die Schweiz, die Niederlande, Belgien, Südafrika und Suriname haben sich dabei der DGSD-Abteilung zugeordnet (Dutch- and German-speaking Division). Österreich ist durch die Arbeitsgemeinschaft für Kartographische Ortsnamenkunde vertreten, Deutschland durch den Ständigen Ausschuss für geographische Namen.